# 宛东战役
宛東戰役是中國人民解放軍與國民革命軍之間的一場戰役。此役是第二次國共內戰攻守形势轉換階段南线解放軍转出外线后，第一次以国军一个机动兵团为目标的作战。

## 背景
1948年5月，中共中央軍委指示中原野戰軍牵制國民革命軍胡琏兵团于平漢路以西，以利解放軍粟裕兵团渡黄河南下围歼邱清泉兵团，军委5月22日电文特别强调“夏季作战的重心是各方协助粟兵团歼灭五军（即邱清泉兵团）”，而陈锡联部主要任务是“钳制十八军（即胡琏兵团）”，如其不能调动十八军回援，则应就地休整监视十八军，而不应在豫南发起任何攻势，否则于全局不利。

此时任中原野战軍司令员劉伯承、政治委员鄧小平对中共中央军委的指示不以为然，5月25日以所部发动了宛东战役。其原意是以佯攻确山吸引胡琏兵团南下，如此计成功，则当粟裕指挥的华野外线兵团发动攻势时，已南下的胡琏兵团将北上不及从而为粟裕兵团争取到时间。

孰料5月27日刘伯承部开始佯攻确山后，胡琏兵团却按兵不动并未南下，而来援的则是意料之外的张轸兵团。刘伯承此时因考虑张轸兵团实力较弱，与5月27日紧急致电中央军委要求改变全盘计划，改以华野牵制胡琏兵团使之不能南下，自己则率中野试图围歼张轸兵团。中央军委对此未置可否，但于次日(5月28日)电文中却仍再次强调，“陈锡联兵团担负钳制十八军务使不能东援之任务，望刘邓按情部署实施之”。但此时宛东战役已然开始，陈锡联兵团也已被刘邓投入围歼张轸兵团，其原钳制十八军之任务已事实放弃。

## 戰役準備
解放軍方面：
- 以陈唐兵团（华野第三、八纵队）附秦纵（中野第九纵队）一个旅在郾城附近箝制整十八军。
- 以陈锡联指挥中野一、三、六纵共三个纵队作为东兵团，于五月二十七日佯攻确山，适时西进歼击张轸兵团。
- 以陈赓指挥中野第四、第二和华野第十纵队共三个纵队及桐柏部队作为西兵团，由南阳地区尾张轸兵团东进，在赊旗镇、唐河以东地区开始攻擊，以利东兵团西进围歼之。

## 經過
- 东兵团于5月27日佯攻确山，欲吸引整十八军由临颖向漯河南进，然胡琏兵团按兵不动，张轸兵团却意外由南阳东援，正阳之敌整二十八师不敢单独先援确山。28日，该兵团除留六纵之十八旅一部仍围确山佯动，一纵之二十旅监视正阳之敌外，主力即由确山地域先向春水、泌阳之线西进，适机兜歼张轸兵团。
- 陈唐兵团自5月31日至6月3日，阻击由临颖南下整十八军于漯河地区，毙伤國軍二千二百余人，解放軍伤亡五百七十人，伤亡为四比一，完全达成其箝制任务。
- 西兵团以四纵之十、十一两旅于5月29日在赊旗镇以南之埠口扭击张轸兵团。是夜，由于该两旅向赊旗镇以北撤退，西兵团又迷于表面的情况，30日将四纵主力东调羊册、郭集地区，将二、十两纵东调羊册西南地区（实际该两纵因执行解放軍28日四时基本命令，只到了高庙集、兴隆镇、苗庙地区）而夹击之，以致张轸于31日晨由埠口经桥头镇向南阳回撤。西兵团在就势进击之中，仅在马刘营、连庄殺傷整编第五十八师六千余名。西兵团之华野十纵司令员宋时轮并未机械执行陈赓命令，30日当天仅令陈再道的中野二纵东撤，自己则率华野十纵主力从瓦店、白秋地区向桐河、高庙、桥头方向开进，因此得以在张轸兵团向西逃跑时，在娄子庄、小司庄之线阻击由南阳地区回援之國軍，共截击与歼灭张轸万余人，其中俘虏五十八师副师长肖本元以下五千三百余人。

## 经验教训
宛东战役既未能达成歼灭张轸兵团之战役目标，亦未能实现调动胡琏兵团南下的战略目标。6月30日刘伯承邓小平致电中央军委进行了检讨，将责任推与陈赓指挥的西兵团：

“西兵团指挥出现重大失误，因考虑十、十一两旅伤亡，又迷惑于敌表面现象，误认为张敌东进，没有照顾我东面有东兵团，放松了极重要的西面兜击，使张轸得于三十一日拂晓向西逃走。此为未全歼张敌的重大失招，是未能把握基本情况发展的规律，迷失战役指导方向的重大失误。”

刘邓同时对配属西兵团的华野十纵宋时轮部提出表扬：

“在机动中，各级指挥应在上级总的意图之下，根据具体情况，负责机断行事。宋、陈两纵于三十日在高庙集、兴隆镇地区，根据我们的基本命令与当时张轸的实际情况，不是向东而是向西，未完全执行西兵团命令，只以二纵进到苗庄寺、苗店之线，就势转移兵力向桥头西方向围击，故能歼敌六千余人。这种机断行事是对的。”

### 引用
1. ↑  王亚丽. . 南阳市宛城区档案馆. 2011-03-04  [2014年2月12日]. （原始内容存档于2015年4月2日） （中文（简体））.

### 書籍
- 军事科学院《刘伯承军事文选》编辑组. 刘伯承军事文选. 解放军出版社, 2012-05-01 ISBN 9787506522212